# Saint-Palais-de-Négrignac
Saint-Palais-de-Négrignac – miejscowość i gmina we Francji, w regionie Nowa Akwitania, w departamencie Charente-Maritime.
Według danych na rok 1990 gminę zamieszkiwało 351 osób, a gęstość zaludnienia wynosiła 19 osób/km² (wśród 1467 gmin regionu Poitou-Charentes Saint-Palais-de-Négrignac plasuje się na 671. miejscu pod względem liczby ludności, natomiast pod względem powierzchni na miejscu 455.).